# Cost per order
Cost per Order (CpO) ist eine Kennzahl für die bei einer Werbeaktion angefallenen durchschnittlichen Kosten je erreichter Reaktion, z. B. einer Bestellung oder eines abgeschlossenen Abonnements. Im Bereich des Onlinemarketings wird dieses Abrechnungsmodell dem Affiliate Marketing zugeordnet. 

## Berechnung
Die CpO Kennzahl berechnet sich aus dem Verhältnis der Gesamtkosten einer Werbemaßnahme zu den erhaltenen Reaktionen, wobei eine Reaktion erst dann gezählt wird, wenn der Kunde auch erfolgreich geworben wurde.
{\displaystyle CpO={\frac {Gesamtkosten~der~Aktion}{Anzahl~der~Reaktionen}}}
Typische Beispiele für Werbemaßnahmen aus der Online-Werbung sind Anzeigen, Bannerplatzierungen und Textlinks.
Beispiel:
Ein Verkäufer schaltet auf einem Blog eine Bannerwerbung für 500 €. Im Verlauf der Kampagne werden 50 Geschäftsabschlüsse generiert. Somit ergibt sich durch die Berechnung 500 € / 50 eine Cost per Order von 10 €.

## Bedeutung
Cost per Order ist eine Kennzahl, die im Direktmarketing ein wesentliches Kriterium für den Erfolg einer Aktion oder eines Konzeptes darstellt. Für den Verkäufer ist diese Angabe somit sehr aussagekräftig, weil sie ihm einen Hinweis darauf bietet, wie gut seine Werbemaßnahmen skalieren.
Im Gegensatz zu Kennzahlen wie Page Impressions oder Click-Through-Rate liefert die CpO-Kennzahl einen Anhaltspunkt darüber, wann aus einem Nutzer ein Kunde wird.